# 118.º Congresso dos Estados Unidos
O 118º Congresso dos Estados Unidos foi a  legislatura do órgão legislativo federal dos Estados Unidos, composto da Câmara dos Representantes e do Senado, que reuniu-se primeiramente em Washington, DC em 3 de janeiro de 2023 e encerrou suas atividades até 3 de janeiro de 2025—cobrindo os dois anos finais da Presidência de Joe Biden.
Nas eleições de meio de mandato de 2022, o Partido Republicano garantiu a maioria de assentos na Câmara dos Representantes pela primeira vez desde o 115º Congresso (2017-2019), enquanto o Partido Democrata conquistou um assento no Senado e garantiu uma maioria de 51 a 49 (com uma bancada de 48 democratas e três independentes). Tal resultado marca a primeira divisão desde o 116º Congresso, e a primeira divisão republicana e democrata do Senado desde o 113º Congresso. Com os republicanos vencendo a Câmara, o 118º Congresso acabou com a trifecta democrata do governo federal obtida na legislatura anterior.
Esta legislatura também possui Patty Murray como a primeira mulher Presidente pro tempore do Senado e Hakeem Jeffries como primeiro afro-americano a liderar a Maioria da Câmara dos Representantes. Além disso, o 118º Congresso iniciou-se com uma eleição de votação múltipla para Presidente da Câmara dos Representantes, o que não acontecia desde o 68º Congresso em 1923.

## Principais eventos
- 3 de janeiro de 2023: Congresso se reúne. Os membros eleitos do Senado dos Estados Unidos são empossados, mas os membros eleitos da Câmara dos Representantes dos Estados Unidos não podem ser empossados, pois a Câmara encerra o dia sem eleger um presidente.
- 3 a 7 de janeiro de 2023: A eleição para o cargo de presidente da Câmara ocorre em 15 votações. Kevin McCarthy é finalmente eleito presidente da Câmara, mas somente depois de seis representantes eleitos votarem "presentes", reduzindo o limite para serem eleitos de 218 para 215.
- 2 de fevereiro de 2023: A Câmara vota 218–211 para remover a deputada Ilhan Omar, de Minnesota, da Comissão de Relações Exteriores.
- 7 de fevereiro de 2023: O presidente Joe Biden faz o discurso sobre o estado da União de 2023.
- 3 de junho de 2023: A crise do teto da dívida de 2023 termina com a Lei de Responsabilidade Fiscal de 2023.
- 21 de junho de 2023: A Câmara vota 213–209 para censurar o deputado Adam Schiff, da Califórnia, por suas ações durante a investigação do Congresso sobre a interferência russa nas eleições presidenciais de 2016 e o primeiro impeachment de Donald Trump.
- 12 de julho de 2023: Kamala Harris dá seu 31º voto de desempate como vice-presidente, batendo o recorde estabelecido por John C. Calhoun, para invocar a nomeação de Kalpana Kotagal para a Comissão de Igualdade de Oportunidades de Emprego.
- 12 de setembro de 2023: Câmara abre inquérito de impeachment contra Joe Biden.
- 29 de setembro de 2023: Morre a senadora Dianne Feinstein.
- 3 de outubro de 2023: A Câmara vota 216–210 para remover Kevin McCarthy do cargo de Presidente da Câmara por meio de uma moção para desocupar a cadeira. Patrick McHenry torna-se speaker pro tempore.
- 17 a 25 de outubro de 2023: eleição do presidente da Câmara em outubro de 2023.
- 25 de outubro de 2023: Mike Johnson eleito presidente da Câmara dos Representantes.

## Distribuição partidária

### Senado
| Afiliação                     | Partido     | Partido   | Partido      | Total | Vacante |
| ----------------------------- | ----------- | --------- | ------------ | ----- | ------- |
| Afiliação                     |             |           |              | Total | Vacante |
| Afiliação                     | Republicano | Democrata | Independente | Total | Vacante |
| Legislatura anterior          | 50          | 48        | 2            | 100   | 0       |
|                               |             |           |              |       |         |
| Início (3 de janeiro de 2023) | 49          | 48        | 3            | 100   | 0       |
| 8 de janeiro de 2023          | 48          | 48        | 3            | 99    | 1       |
| 23 de janeiro de 2023         | 49          | 48        | 3            | 100   | 0       |
| 29 de setembro de 2023        | 49          | 47        | 3            | 99    | 1       |
| 3 de outubro de 2023          | 49          | 48        | 3            | 100   | 0       |
| 9 de setembro de 2024         | 49          | 47        | 4            | 100   | 0       |

### Câmara dos Representantes
| Afiliação                     | Partido   | Partido     | Partido      | Total | Vacante |
| ----------------------------- | --------- | ----------- | ------------ | ----- | ------- |
| Afiliação                     |           |             |              | Total | Vacante |
| Afiliação                     | Democrata | Republicano | Independente | Total | Vacante |
| Legislatura anterior          | 216       | 213         | 0            | 429   | 6       |
| Início (3 de janeiro de 2023) | 212       | 222         | 0            | 434   | 1       |
| 7 de março de 2023            | 213       | 222         | 0            | 435   | 0       |
| 31 de maio de 2023            | 212       | 222         | 0            | 434   | 1       |
| 15 de setembro de 2023        | 212       | 221         | 0            | 433   | 2       |
| 31 de dezembro de 2024        | 210       | 219         | 0            | 429   | 6       |

## Lideranças

### Senado
- Presidente: Kamala Harris (D)
- Presidente pro tempore: Patty Murray (D)[2]
- Líder da Maioria: Chuck Schumer (D)
- Líder Assistente da Maioria: Dick Durbin (D)
- Líder da Minoria: Mitch McConnell (R)[3][4]
- Líder Assistente da Minoria: John Thune (R)

### Câmara dos Representantes
- Presidente: Mike Johnson (R)
- Líder da Maioria: Steve Scalise (R)
- Líder Assistente da Maioria: Tom Emmer (R)
- Líder da Minoria: Hakeem Jeffries (D)[5]
- Líder Assistente da Minoria: Katherine Clark (D)

## Membros

### Senado
| - Tommy Tuberville (R) - Katie Britt (R) - Dan Sullivan (R) - Lisa Murkowski (R) - Kyrsten Sinema (I) - Mark Kelly (D) - Tom Cotton (R) - John Boozman (R) - Dianne Feinstein (D) - Alex Padilla (D), depois de 20 janeiro de 2021 - John Hickenlooper (D) - Michael Bennet (D) - Chris Murphy (D) - Richard Blumenthal (D) - Tom Carper (D) - Chris Coons (D) - Rick Scott (R) - Marco Rubio (R) - Jon Ossoff (D) - Raphael Warnock (D) - Mazie Hirono (D) - Brian Schatz (D) - Jim Risch (R) - Mike Crapo (R) - Dick Durbin (D) - Tammy Duckworth (D) - Mike Braun (R) - Todd Young (R) - Joni Ernst (R) - Chuck Grassley (R) - Roger Marshall (R) - Jerry Moran (R) - Mitch McConnell (R) - Rand Paul (R) - Bill Cassidy (R) - John Kennedy (R) - Angus King (I) - Susan Collins (R) - Ben Cardin (D) - Chris Van Hollen (D) - Elizabeth Warren (D) - Ed Markey (D) - Debbie Stabenow (D) - Gary Peters (D) - Amy Klobuchar (DFL) - Tina Smith (DFL) - Roger Wicker (R) - Cindy Hyde-Smith (R) - Josh Hawley (R) - Eric Schmitt (R) | - Jon Tester (D) - Steve Daines (R) - Deb Fischer (R) - Ben Sasse (R) - Pete Ricketts (R) (desde 23 de janeiro de 2023) - Jacky Rosen (D) - Catherine Cortez Masto (D) - Jeanne Shaheen (D) - Maggie Hassan (D) - Bob Menendez (D) - Cory Booker (D) - Martin Heinrich (D) - Ben Ray Luján (D) - Kirsten Gillibrand (D) - Chuck Schumer (D) - Thom Tillis (R) - Ted Budd (R) - Kevin Cramer (R) - John Hoeven (R) - Sherrod Brown (D) - J. D. Vance (R) - Markwayne Mullin (R) - James Lankford (R) - Jeff Merkley (D) - Ron Wyden (D) - Bob Casey Jr. (D) - John Fetterman (D) - Sheldon Whitehouse (D) - Jack Reed (D) - Lindsey Graham (R) - Tim Scott (R) - Mike Rounds (R) - John Thune (R) - Marsha Blackburn (R) - Bill Hagerty (R) - Ted Cruz (R) - John Cornyn (R) - Mitt Romney (R) - Mike Lee (R) - Bernie Sanders (I) - Peter Welch (D) - Tim Kaine (D) - Mark Warner (D) - Maria Cantwell (D) - Patty Murray (D) - Joe Manchin (D) - Shelley Moore Capito (R) - Tammy Baldwin (D) - Ron Johnson (R) - John Barrasso (R) - Cynthia Lummis (R) |